# La Motte-Saint-Martin
La Motte-Saint-Martin és un municipi francès situat al departament de la Isèra i a la regió d'Alvèrnia-Roine-Alps. L'any 2007 tenia 404 habitants.

## Demografia

### Població
El 2007 la població de fet de La Motte-Saint-Martin era de 404 persones. Hi havia 175 famílies de les quals 53 eren unipersonals (20 homes vivint sols i 33 dones vivint soles), 61 parelles sense fills, 57 parelles amb fills i 4 famílies monoparentals amb fills.
La població ha evolucionat segons el següent gràfic:
Habitants censats

### Habitatges
El 2007 hi havia 276 habitatges, 177 eren l'habitatge principal de la família, 88 eren segones residències i 11 estaven desocupats. 265 eren cases i 11 eren apartaments. Dels 177 habitatges principals, 147 estaven ocupats pels seus propietaris, 26 estaven llogats i ocupats pels llogaters i 4 estaven cedits a títol gratuït; 7 tenien dues cambres, 28 en tenien tres, 53 en tenien quatre i 89 en tenien cinc o més. 119 habitatges disposaven pel capbaix d'una plaça de pàrquing. A 56 habitatges hi havia un automòbil i a 89 n'hi havia dos o més.

### Piràmide de població
La piràmide de població per edats i sexe el 2009 era:
| Homes | Edats   | Dones |
| ----- | ------- | ----- |
| 0     | 95 o +  | 0     |
| 0     | 90 a 94 | 0     |
| 0     | 85 a 89 | 4     |
| 4     | 80 a 84 | 4     |
| 16    | 75 a 79 | 4     |
| 0     | 70 a 74 | 12    |
| 16    | 65 a 69 | 24    |
| 16    | 60 a 64 | 8     |
| 8     | 55 a 59 | 12    |
| 20    | 50 a 54 | 16    |
| 4     | 45 a 49 | 0     |
| 16    | 40 a 44 | 12    |
| 20    | 35 a 39 | 16    |
| 12    | 30 a 34 | 20    |
| 8     | 25 a 29 | 4     |
| 8     | 20 a 24 | 4     |
| 24    | 15 a 19 | 4     |
| 4     | 10 a 14 | 16    |
| 8     | 5 a 9   | 12    |
| 4     | 0 a 4   | 8     |

## Economia
El 2007 la població en edat de treballar era de 256 persones, 182 eren actives i 74 eren inactives. De les 182 persones actives 168 estaven ocupades (92 homes i 76 dones) i 14 estaven aturades (5 homes i 9 dones). De les 74 persones inactives 28 estaven jubilades, 23 estaven estudiant i 23 estaven classificades com a «altres inactius».

### Ingressos
El 2009 a La Motte-Saint-Martin hi havia 180 unitats fiscals que integraven 436 persones, la mediana anual d'ingressos fiscals per persona era de 18.363 €.

### Activitats econòmiques
Dels 15 establiments que hi havia el 2007, 10 eren d'empreses de construcció, 1 d'una empresa d'hostatgeria i restauració, 1 d'una empresa de serveis, 2 d'entitats de l'administració pública i 1 d'una empresa classificada com a «altres activitats de serveis».
Dels 4 establiments de servei als particulars que hi havia el 2009, 1 era un paleta, 1 guixaire pintor i 2 electricistes.

## Equipaments sanitaris i escolars
El 2009 hi havia una escola elemental.

## Poblacions més properes
El següent diagrama mostra les poblacions més properes.